# Monte Acuto - Groppi di Camporaghena
Monte Acuto - Groppi di Camporaghena este o arie protejată (arie specială de conservare — SAC, sit de importanță comunitară — SCI) din Italia întinsă pe o suprafață de 460 ha, integral pe uscat.

## Localizare
Centrul sitului Monte Acuto - Groppi di Camporaghena este situat la coordonatele 44°19′02″N 10°11′26″E / 44.317222°N 10.190556°E.

## Înființare
Situl Monte Acuto - Groppi di Camporaghena a fost declarat sit de importanță comunitară în iunie 1995 pentru a proteja 1 specie de plante și 8 specii de animale. Situl a fost protejat și ca arie specială de conservare în decembrie 2016.

## Biodiversitate
Situată în ecoregiunea continentală, aria protejată conține 7 habitate naturale: Grohotișuri termofile și vest-mediteraneene, Pante stâncoase silicioase cu vegetație casmofită, Pajiști alpine și boreale, Păduri de fag Luzulo-Fagetum, Pajiști boreale și alpine pe substrat silicios, Pajiști uscate europene, Izvoare petrifiante cu formare de travertin (Cratoneurion).
La baza desemnării sitului se află mai multe specii protejate:
- plante (1): Primula apennina
- păsări (7): acvilă de munte (Aquila chrysaetos), presură galbenă (Emberiza citrinella), vânturel roșu (Falco tinnunculus), ciocârlie de pădure (Lullula arborea), mierlă de piatră (Monticola saxatilis), pietrar sur (Oenanthe oenanthe), Prunella collaris
- nevertebrate (1): Euplagia quadripunctaria

Pe lângă speciile protejate, pe teritoriul sitului au mai fost identificate 7 specii de plante, 1 specie de mamifere, 1 specie de nevertebrate, 2 specii de reptile.